# ادوارد داتون
ادوارد داتون (به انگلیسی: Edward Dutton) (معروف به اد) در سال ۱۹۸۰ در شهر لندن در کشور انگلستان متولد شد. یک انسان‌شناس انگلیسی است که به عنوان دانشیار در دانشگاه اولو در فنلاند کار می‌کند. داتون در دانشگاه دورهام تحصیل کرده و دارای مدرک دکترای مطالعات مذهبی از دانشگاه آبردین است. عمدتاً در مورد مسائل هوش انسانی تحقیق کرد.
ادوارد داتون محققی است که در اولو، فنلاند در شمال فنلاند مستقر بود. او در سال ۲۰۱۱ به عنوان دکتر (خواننده کمکی) از انسان‌شناسی دین و فرهنگ فنلاند در دانشگاه اولو انتخاب شد. اما در سال ۲۰۱۲، داتون به حوزه روان‌شناسی فرگشتی رفت. از آن زمان، داتون در مجلات پیشرو روان‌شناسی از جمله هوش، و شخصیت و تفاوت‌های فردی منتشر کرده‌است. او پژوهشگر مهمان در گروه روان‌شناسی در دانشگاه اومئو در سوئد و مشاور دانشگاهی یک گروه تحقیقاتی در گروه آموزش ویژه در دانشگاه ملک سعود در ریاض بوده‌است. در سال ۲۰۲۰، او به عنوان استاد روان‌شناسی فرگشتی در دانشگاه آسبیرو، یک دانشگاه علوم کاربردی متمرکز بر تجارت در لودز، لهستان منصوب شد. تحقیقات داتون در سراسر جهان گزارش شده‌است. او یک کانال اینترنتی به نام The Jolly Heretic را اداره می‌کند که در آن تحقیقات علمی جسورانه را بررسی می‌کند. داتون نویسنده کتاب‌های بسیاری است.
- کتاب: ملاقات با عیسی در دانشگاه: تشریفات عبور و انجیلیان دانشجو به اولین کتاب او تبدیل شد. (۲۰۰۶)
- دین و هوش (۲۰۱۴)
- قحطی نابغه: چرا ما به نوابغ نیاز داریم، چرا آنها در حال نابودی هستند، و چرا باید آنها را نجات دهیم. (۲۰۱۶) او در این کتاب عنوان می‌کند که جامعه مدرن دچار قحطی نابغه ای شده‌است. تعداد نابغه‌های کمتری وجود دارد و بدتر از آن، جامعه مدرن به شدت با آن معدود نابغه‌هایی که هنوز داریم دشمنی کرده‌است. قحطی نابغه به بررسی ماهیت نابغه می‌پردازد، چرا قحطی نابغه رخ داده‌است، چگونه قحطی منجر به زوال تمدن می‌شود، و برای غلبه بر آنچه کاری می‌توانیم و باید انجام دهیم.[۵]
- کتاب در پایان عقل ما: چرا ما کمتر باهوش می‌شویم و معنی آن برای آینده (۲۰۱۸)، که با همکاری مایکل آ. وودلی نوشته شده‌است، او از این دیدگاه دفاع می‌کند که میانگین ضریب هوشی در دنیای غرب امروز در حال کاهش است؛ زیرا افراد باهوش کمتر به‌طور متوسط نسبت به افراد باهوش تر فرزندان بیشتری دارند.[۳]
- مدیر ارشد چرچیل: «سادیستی» که تقریباً امپراتوری بریتانیا را نجات داد (۲۰۱۹)[۶]
- ساخت حس نژاد (۲۰۲۰)
- اسلام: دیدگاه تکاملی (۲۰۲۰) ادوارد داتون در این کتاب عنوان می‌کند یک شکاف فکری جهان اسلام را از غرب جدا می‌کند. کودکان مسلمان در اکثر اقدامات آموزشی ضعیف عمل می‌کنند و جوامع مسلمان کتاب، پیشرفت‌های علمی و دستاوردهای فرهنگی کمتری تولید می‌کنند. ادوارد داتون روان‌شناس تکاملی نشان می‌دهد که این فقط یک موضوع ژنتیک، جنگ یا سیاست نیست. مشکل از خود اسلام سرچشمه می‌گیرد. التزام به اعتقادات اسلامی، مردم را مجبور می‌کند از تفکرات تحلیلی و خلاق پرهیز کنند. حجاب، ختنه زنان، روزه ماه مبارک رمضان، تعدد زوجات و حتی نماز خواندن منظم نیز همین کار را می‌کند و به بدتر شدن سیستم آموزشی، افزایش فقر و رشد فکری کمتر منجر می‌شود. گفتنی است که اسلام امتیازاتی دارد. شیوه‌های مسلمانان که توانایی شناختی را کاهش می‌دهند، قوم‌گرایی را نیز بالا می‌برد: همکاری درون گروهی. و این گروه‌های قوم‌گراتر هستند که در مبارزه شدید انتخاب داروینی پیروز می‌شوند؛ بنابراین، داتون پیش‌بینی می‌کند که اسلام دقیقاً به این دلیل که هوش را کاهش می‌دهد، بر غرب پیروز خواهد شد. این سؤالات نگران کننده ای را ایجاد می‌کند. آیا در توسعه فرهنگ‌های هوش بالا و فردگرایی مضرات نهایی وجود دارد؟ آیا ممکن است غرب برای زنده ماندن نیاز داشته باشد چیزی شبیه به اسلام اتخاذ کند و نسبتاً کمتر متفکر شود؟[۷]
- جادوگران، فمینیسم و سقوط غرب (۲۰۲۱) ادوارد داتون در این کتاب تاریخچه جادوگران و شکار جادوگران را در پرتو روان‌شناسی تکاملی بررسی می‌کند. در طول قرن‌ها، جادوگران در سراسر اروپا طرد می‌شدند و اغلب به دلیل جادوگری و آسیب رساندن به کودکان محکوم و اعدام می‌شدند. آنها عموماً به یک نوع پایبند بودند: جادوگران کم جایگاه، ضداجتماعی و بی فرزند بودند و حضور آنها برای جامعه سمی تلقی می‌شد. داتون نشان می‌دهد که جادوگران به روش خود، ذهنیت و رفتار ناسازگاری را نشان می‌دهند که سیستم مردسالارانه اروپا را تضعیف می‌کند. زمانی که روزگار سخت می‌شد، یعنی زمانی که اروپا فقیرتر یا سردتر می‌شد، جادوگران با انتقام مورد آزار و اذیت قرار گرفتند. امروز وضعیت تکاملی بر سر آن چرخیده‌است. فشارهای انتخابی شدید گذشته توسط انقلاب صنعتی و شگفتی‌های تکنولوژیکی آن غلبه کرده‌است. جادوگران مدرن در غرب پست مدرن که هنوز تحت تأثیر انگیزه‌ها و تمایلات خواهران گذشته خود هستند، زنده می‌مانند و رشد می‌کنند. «سحر و جادو» (نیهیلیسم و نفرت از خود) دیگر تابو نیست، بلکه به یک ایدئولوژی با جایگاه بالا تبدیل شده‌است.[۸]
- قبل از زمانشان: نابغه، کاریزما، و پیش از موعد به دنیا آمدن (۲۰۲۲)
- جهش یافته‌های کینه‌توز: تکامل، جنسیت، مذهب و سیاست در قرن بیست و یکم (۲۰۲۲) ادوارد داتون استدلال می‌کند که ما در حال تجربه یک «آخرالزمان زامبی» خودمان هستیم. تهدید حیاتی تمدن آنقدر دشمنان خارج از کشور نیست، بلکه گرایش‌های پوچ گرایانه و خود ویرانگر در میان مردم خودمان (غرب) است.
- پرورش گله انسان: اصلاح نژاد، دیسژنیک و آینده گونه‌ها (۲۰۲۳) ادوارد داتون مجموعه‌ای از داده‌ها را گرد هم می‌آورد تا دلایل فروپاشی دیسژنیک انسان را توضیح دهد.